# Галска империя
|                             |                                     |
| Галската империя (в зелено) |                                     |
| Столица                     | Колония Агрипина                    |
| Официален език              | латински                            |
| Форма на управление         | Монархия                            |
| – Император                 | Постум (първи) Тетрик II (последен) |
| Религия                     | Езичество                           |
| Исторически период          | Античност                           |
| Начало                      | 260 г.                              |
| Край                        | 273 г.                              |

Галска империя (на латински: Imperium Galliarum) е модерното название на отделно царство, което съществува между 260 и 274 г. на територията на римските провинции Долна Германия, Горна Германия, Реция, Галия, Британия и Хиспания.
През 260 г. Постум узурпира император Галиен и създава Галската империя.
Императорите и узурпаторите на Галското царство са познати от издаваните от тях монети. През 274 г. император Аврелиан възвръща териториите към Римската империя.

## Списък на императорите на Галската империя
- Постум 260 – 268, (отстранява Салонин); цезар и съимператор Постум II, ?–269
- Лелиан 268, (антиимператор в Горна Германия)
- Марий 268
- Викторин 268 – 271 и цезар: Викторин II (270/271)
- Домициан 271?, узурпатор, евентуално с/против Тетрик
- Тетрик I 270 – 274, (резиденция в Трир), смъкнат от Аврелиан)
- Тетрик II 270 – 274, (син на Тетрик; съимператор на баща си)
- Фаустин 274, (узурпатор в Северна Галия)